# Museo nacional de arte (Messico)
Il Museo Nacional de Arte conosciuto come MUNAL, è il museo nazionale di arte del Messico, situato nel centro storico di Città del Messico.
Il Museo fondato nel 1982 è ubicato dove anticamente sorgeva l'Ospedale di San Andrea gestito dai Gesuiti a partire dal 1625 fino alla loro espulsione avvenuta nel 1767.
Il palazzo che oggi conosciamo fu voluto da Porfirio Díaz nel 1901 per ospitare la sede della Segreteria di Comunicazione e delle Opere Pubbliche. Il progetto fu affidato all'architetto italiano Silvio Contri che ideò l'edificio seguendo lo stile architettonico dell'epoca, ossia il Modernismo. Tutte le decorazioni del palazzo furono incaricate alla casa artistica della famiglia fiorentina Coppedè.
Inaugurato nel 1911, vista l'eleganza e la versatilità del palazzo venne successivamente utilizzato come sede dell'Archivio Generale Nazionale. Solo nel 1982 divenne definitivamente la sede del Museo Nazionale di Arte.
Nel 1997 il Consiglio Nazionale per la Cultura e le Arti in collaborazione con il patronato del museo diedero il via ad un progetto di restauro e riammodernamento dello spazio museale, così da garantire una miglior esposizione delle opere d'arte conservate. Riaperto nel 2000 con il nome di MUNAL esibisce studia e diffonde testimonianze dell'arte messicana a partire dall'epoca tardo-preispanica fino ad arrivare ad esempi di arte del XX secolo.